# Montgarri
Montgarri est une ancienne commune et entité de population de la commune de Naut Aran, dans la comarque du Val d'Aran (terçon de Pujòlo), dans la province de Lérida, en Catalogne.

## Géographie

### Localisation
Elle est située à 1 645 m d'altitude, dans le secteur de la haute vallée de la Noguera Pallaresa, en aval du Pla de Beret, dit la vallée de Montgarri, à gauche de la rivière, lorsqu'elle passe plus près de la frontière avec la France. Elle est également située sur le versant sud des montagnes d'Es Bandolèrs. 

### Géologie et relief, hydrographie
La localité est traversée par la Noguera Pallaresa et la Ribèra deth Mòrt qui se jette dans la première.

## Histoire
À côté du sanctuaire se trouvait un presbytère et un hôpital. Actuellement, le presbytère comprend le refuge de Montgarri et un bar-restaurant.
Depuis le 21 décembre 1967, Montgarri a intégré la commune de Naut Aran formée par la fusion des anciennes communes d'Arties, de Salardú, Gessa, Tredòs, Bagergue et Montgarri.
En 2009, Montgarri comptait 4 habitants en raison du dépeuplement entre 1945 et 1955, notamment à cause des difficultés d'accès au village.

## Lieux et monuments

### Sanctuaire de Montgarri
Le sanctuaire de Montgarri (d'architecture néoromane) du XVIe siècle, situé sur la rive gauche de la rivière Noguera Pallaresa. Il convient de noter le clocher fini en flèche octogonale. Le bâtiment d'origine date de 1117 à 1119 quand, selon la tradition, ils ont trouvé la Vierge Marie.

## Économie
Maintenant, cette localité est devenue plus importante en raison du tourisme, car très proche de la station de ski de Baqueira Beret, et possède des endroits tels que le refuge Amics de Montgarri. Pendant l'hiver, il y a des excursions en ski de fond ou des balades en traîneau tiré par des chiens, notamment. L'attractivité de ce paysage pyrénéen le rend de plus en plus visité par des touristes. Récemment, il a été acquis par des sociétés liées à l'homme d'affaires d'origine argentine Ernesto Colman pour un montant supérieur à 5 millions d'euros afin de développer le tourisme rural, en particulier lié à la station de ski de Baqueira-Beret située à proximité.

## Culture locale et patrimoine

### Fêtes locales
Le 2 juillet et le 15 août, un pèlerinage est célébré par les habitants de la vallée en hommage à la Vierge de Montgarri. Si le temps est clément, de nombreux Français passent à pied le port de la Hourquette, le port d'Urets ou le port d'Orle depuis la haute vallée du Lez pour participer au pèlerinage et à des échanges culturels.